# 신화워터파크
《신화워터파크》는 2018년에 개장한 대한민국 제주특별자치도에 있는 워터파크이며, 제주신화월드에 위치해 있다.